# Lògica d'injecció integrada

Esquema simplificat d'un inversor I2L.

La lògica d'injecció integrada (IIL, I2L o I2L) és una classe de circuits digitals construïts amb transistors d'unió bipolar de col·lectors múltiples (BJT). Quan es va introduir, tenia una velocitat comparable a la de TTL, però tenia una potència gairebé tan baixa com la CMOS, el que el feia ideal per utilitzar-lo en circuits integrats VLSI (i més grans). Les portes es poden fer més petites amb aquesta família lògica que amb CMOS perquè no es necessiten transistors complementaris. Tot i que els nivells de tensió lògica són molt propers (Alt: 0,7 V, Baix: 0,2 V), I2L té una alta immunitat al soroll perquè funciona per corrent en lloc de tensió. I2L va ser desenvolupat l'any 1971 per Siegfried K. Wiedmann i Horst H. Berger que originalment l'anomenaven lògica de transistors fusionats (MTL). Un desavantatge d'aquesta família lògica és que les portes consumeixen energia quan no canvien a diferència del CMOS.

## Construcció

Porta I2L NOR amb dues entrades, dues sortides i una entrada de tensió per al transistor de l'injector de corrent

La porta inversora I2L està construïda amb un transistor de font de corrent de base comuna PNP i un transistor inversor de col·lector obert d'emissor comú NPN (és a dir, estan connectats a GND). En una oblia, aquests dos transistors es fusionen. Un petit voltatge (al voltant d'1 volts) es subministra a l'emissor del transistor de font de corrent per controlar el corrent subministrat al transistor inversor. Els transistors s'utilitzen per a fonts de corrent en circuits integrats perquè són molt més petits que les resistències.
Because the inverter is open collector, a wired AND operation may be performed by connecting an output from each of two or more gates together. Thus the fan-out of an output used in such a way is one. However, additional outputs may be produced by adding more collectors to the inverter transistor. The gates can be constructed very simply with just a single layer of interconnect metal.

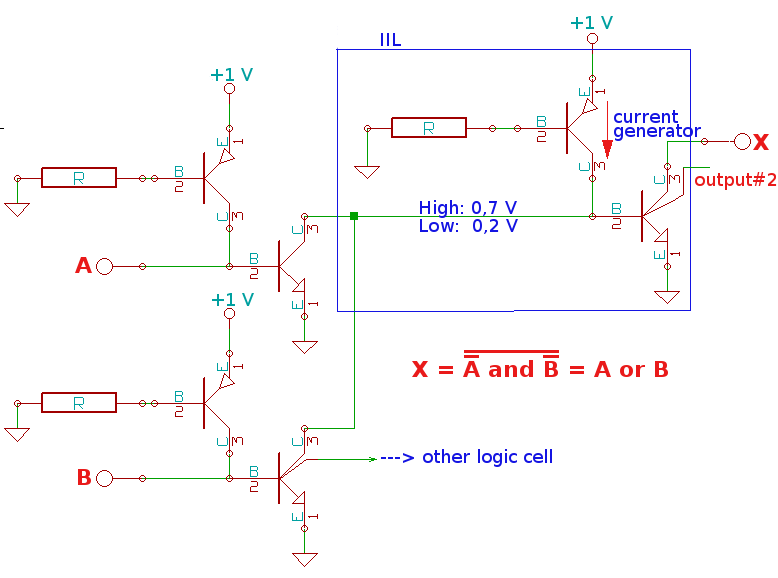
Circuit IIL

## Ús
I2L és relativament senzill de construir en un circuit integrat, i va ser utilitzat habitualment abans de l'arribada de la lògica CMOS per empreses com Motorola (ara NXP Semiconductors) i Texas Instruments. El 1975, Sinclair Radionics va presentar un dels primers rellotges digitals de grau de consum, el Black Watch, que utilitzava la tecnologia I2L. El 1976, Texas Instruments va presentar la CPU SBP0400 que utilitzava tecnologia I2L. A finals de la dècada de 1970, RCA va utilitzar I²L al seu circuit integrat CA3162 ADC de 3 dígits. El 1979, HP va introduir un instrument de mesura de freqüència basat en un xip LSI personalitzat fabricat per HP que utilitza lògica d'injecció integrada (I2L) per a un baix consum d'energia i una alta densitat, permetent el funcionament de la bateria portàtil, i també alguns circuits lògics de funció d'emissor (EFL) on es necessita alta velocitat al seu HP 5315A/B.